# Sirod
Sirod és un municipi francès situat al departament del Jura i a la regió de Borgonya - Franc Comtat. L'any 2007 tenia 553 habitants.

## Demografia

### Població
El 2007 la població de fet de Sirod era de 553 persones. Hi havia 224 famílies de les quals 56 eren unipersonals (36 homes vivint sols i 20 dones vivint soles), 88 parelles sense fills, 76 parelles amb fills i 4 famílies monoparentals amb fills.
La població ha evolucionat segons el següent gràfic:
Habitants censats

### Habitatges
El 2007 hi havia 306 habitatges, 230 eren l'habitatge principal de la família, 67 eren segones residències i 9 estaven desocupats. 231 eren cases i 75 eren apartaments. Dels 230 habitatges principals, 166 estaven ocupats pels seus propietaris, 53 estaven llogats i ocupats pels llogaters i 11 estaven cedits a títol gratuït; 1 tenia una cambra, 10 en tenien dues, 44 en tenien tres, 59 en tenien quatre i 116 en tenien cinc o més. 189 habitatges disposaven pel capbaix d'una plaça de pàrquing. A 109 habitatges hi havia un automòbil i a 101 n'hi havia dos o més.

### Piràmide de població
La piràmide de població per edats i sexe el 2009 era:
| Homes | Edats   | Dones |
| ----- | ------- | ----- |
| 0     | 95 o +  | 0     |
| 0     | 90 a 94 | 0     |
| 4     | 85 a 89 | 12    |
| 4     | 80 a 84 | 8     |
| 8     | 75 a 79 | 12    |
| 12    | 70 a 74 | 8     |
| 12    | 65 a 69 | 20    |
| 28    | 60 a 64 | 16    |
| 8     | 55 a 59 | 8     |
| 16    | 50 a 54 | 8     |
| 24    | 45 a 49 | 36    |
| 16    | 40 a 44 | 16    |
| 16    | 35 a 39 | 12    |
| 12    | 30 a 34 | 20    |
| 20    | 25 a 29 | 16    |
| 4     | 20 a 24 | 0     |
| 28    | 15 a 19 | 28    |
| 8     | 10 a 14 | 16    |
| 20    | 5 a 9   | 16    |
| 12    | 0 a 4   | 32    |

## Economia
El 2007 la població en edat de treballar era de 314 persones, 240 eren actives i 74 eren inactives. De les 240 persones actives 226 estaven ocupades (128 homes i 98 dones) i 14 estaven aturades (4 homes i 10 dones). De les 74 persones inactives 35 estaven jubilades, 22 estaven estudiant i 17 estaven classificades com a «altres inactius».

### Ingressos
El 2009 a Sirod hi havia 235 unitats fiscals que integraven 574 persones, la mediana anual d'ingressos fiscals per persona era de 18.007 €.

### Activitats econòmiques
Dels 24 establiments que hi havia el 2007, 3 eren d'empreses extractives, 5 d'empreses de fabricació d'altres productes industrials, 4 d'empreses de construcció, 3 d'empreses de comerç i reparació d'automòbils, 1 d'una empresa d'hostatgeria i restauració, 1 d'una empresa financera, 1 d'una empresa immobiliària, 3 d'empreses de serveis, 1 d'una entitat de l'administració pública i 2 d'empreses classificades com a «altres activitats de serveis».
Dels 6 establiments de servei als particulars que hi havia el 2009, 1 era un taller de reparació d'automòbils i de material agrícola, 1 paleta, 1 fusteria, 1 lampisteria, 1 perruqueria i 1 restaurant.
Dels 2 establiments comercials que hi havia el 2009, 1 era una botiga de més de 120 m² i 1 una fleca.
L'any 2000 a Sirod hi havia 8 explotacions agrícoles que ocupaven un total de 535 hectàrees.

## Equipaments sanitaris i escolars
El 2009 hi havia una escola elemental.

## Poblacions més properes
El següent diagrama mostra les poblacions més properes.